# Berreuth
Berreuth ist ein Ortsteil der sächsischen Großen Kreisstadt Dippoldiswalde im Landkreis Sächsische Schweiz-Osterzgebirge.

## Geographie

### Lage
Der Ort befindet sich 800 Meter Luftlinie westlich vom Stadtzentrum von Dippoldiswalde. Berreuth ist eine kleine Gutssiedlung und befindet sich oberhalb des Reichstädter Baches. Südlich vom Waldgebiet Böthchen. Der Ort liegt auf etwa 360 Metern Meereshöhe.

### Nachbarorte
| Paulsdorf  | Malter                                      |                |
| Ruppendorf | Kompassrose, die auf Nachbargemeinden zeigt | Dippoldiswalde |
| Reichstädt |                                             | Ulberndorf     |

## Geschichte

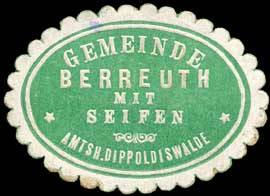
Siegelmarke der Gemeinde Berreuth

Berreuth wurde im Jahre 1420 anhand eines Herrn czu Beyerrute das erste Mal urkundlich erwähnt. Der Ortsname enthält die Endung -reuth, die auf eine Rodungssiedlung schließen lässt. Der Ort war Lustort für Dippoldiswalde.
Zunächst von der Pflege Dippoldiswalde verwaltet, hat Berreuth spätestens ab 1551 eine eigene Grundherrschaft durch das örtliche Rittergut am Heiligen Weg. Berreuth wird 1656 kurzzeitig als Amt genannt, ehe es ab 1590 dem Amt Dippoldiswalde unterstellt wird. Ab 1540 ist Berreuth offiziell zu Dippoldiswalde gepfarrt. 1568 wird in Berreuth der Amtsschösser Johann Glitz genannt.
Das Kriegerdenkmal am oberen Ortsende wurde nach einem Entwurf des Dresdner Bildhauer Gustav Eberlein im Juli 1925 eingeweiht.

### Rittergut

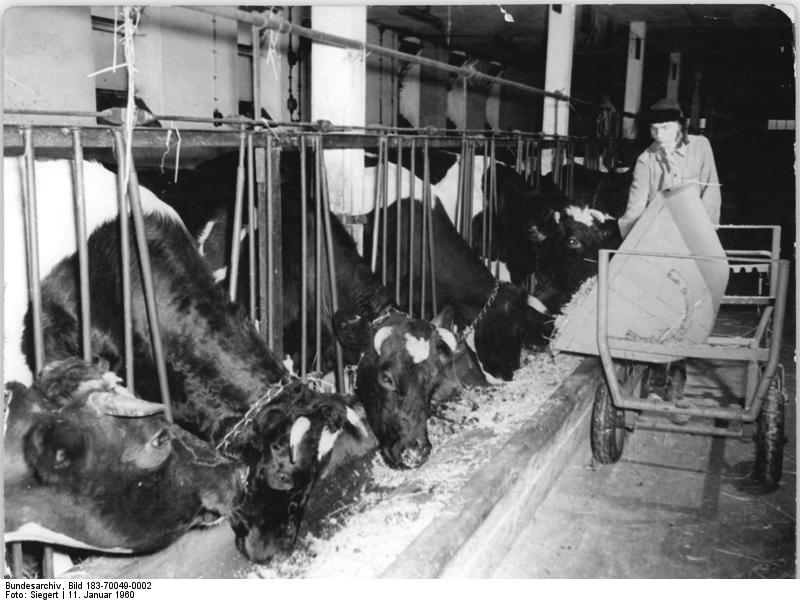
LPG-Bauern in Berreuth

Ein Herrensitz wird 1420 mit der Erstnennung des Ortes genannt, 1457 gehörte es dem Ritter Heinz von Loß, 1486 findet der Ritter Christoph von Loß als Eigentümer Nennung der ein Ritterpferd besaß, 1504 am 13. November erwarb dieser das Dorf Spechtritz und das halbe Dorf Seifersdorf für 1350 Gulden vom Freiberger Domkapitel. 1510 gehörte es dem Ritter Joachim von Loß, der es 1564 an den Kurfürst August von Sachsen für 30.000 Gulden verkaufte, für 14.000 Gulden überließ der kursächsische Kammerrat Christoph Vitzthum von Eckstädt 1672 sein Allodialrittergut dem Kurfürsten Johann Georg II. von Sachsen. Im Jahre 1586 wird es auf der Landkarte von Matthias Öder auch als Vorwerk Behrreudt genannt.
1675 gehörten acht Drescherhäuser in Seiffen, die Maltermühle, das 2 Hufen große Steinbach Gut und das Vorwerk (auch Schäferei und Weidegut) genannt von Paulsdorf dazu. Die gesamte Fläche betrug 340 ha.

Schloss Berreuth (um 1910)

Am 30. April 1684 erfolgte die Bestallung von Heinrich Erndel als Leibarzt des Kurfürsten Johann Georg III. zu Sachsen, der Kurfürstin Anna Sophie („Unsereren Herz-geliebten Gemahlin“) und beider Prinzen. Um diese Zeit war Erndel schon mit dem Rittergut Berreuth bei Dippoldiswalde belehnt. Dort starb seine Ehefrau Sophia Elisabeth geb. Ratke am 10. Juni 1685. 1790 entstanden die Öl- und Brettmühle am Schwarzen Teich. Der Viehbestand lag bei 800 Schafen in Paulsdorf und 100 Rindern in Berreuth. 1807 erfolgte der Straßenbau nach Paulsdorf. Seit 1818 baute man Raps an. 1824 wird ein Herr Nikolai erwähnt, der eine Sämaschine erfand. 1856 brannte die Schäferei in Paulsdorf nieder und wurde anschließend wieder aufgebaut. In den Jahren 1835 und 1845 wird eine große Garnbleiche genannt. 1901 bis 1917 wurde das Rittergut Reichstädt dazugepachtet. Zusammen hatten beide Rittergüter in dieser Zeit eine Gesamtfläche von 1200 ha, es bestand eine Brauerei und Parkanlage am Schloss. Einige Zeit später trennten sich beide Güter wieder. als weitere Besitzer werden genannt: seit 1640 Hofmarschall Heinrich von Taube, 1675 Janco Peranzky de Pernia, 1699 der Pächter Johann Christoph Weißenberger, 1710 Hans Heinrich von Schönberg, 1729 Johann Christoph Lippold, 1789 Ernst Gottlob Wolf von Gersdorf, 1827 Thiem Adolph Friedrich Gottlob von Preuß, 1831 Julius Bernhardt von Könneritz auf Berreuth und Nöthnitz, 1844 Traugott Leberecht Scheffel, 1871 Franz Hermann Oehmischen, 1893 Baron Ernst Arthur Joseph Pergler von Perglas, 1925 seine Frau, Freifrau Pergler von Perglas, mit einer Gutsfläche von 370 ha. Im Jahre 1931 ging das Anwesen an den Bankier Adolf Arnhold in Dresden, sein Stiefsohn, Horst Julius Georg Lindenhayn, verwaltete es bis zu seinem Tot 1944, danach seine Ehefrau die Käte Emma Liddy Lindenhayn geborene Falke welche 1947 das Gut verließ, es zogen Flüchtlingsfamilien ein. Die Besitzerin wurde 1947 (Bodenreform in Deutschland) enteignet und die Gutsfläche, welche bereits 1945 Land abgeben musste, an 18 Neubauern aufgeteilt die ab 1952 in die LPG übergingen. Das Rittergut produzierte bereits 1897 in der Mühle eigenen Strom, am 13. September 1899 löste die Bogenlampe auf dem Glockenturm Feuerwehralarm aus, die in einem starken Nebelfeld einen Feuerschein erzeugte. Am 29. März 1935 kurz nach 12 Uhr brannte durch Blitzeinschlag die zwischen dem Marktsteig und der „Berreuther Straße“ nach Paulsdorf verlaufenden Feldwege auf einer Anhöhe liegende große Feldscheune nieder. Die Gegenüber dem Schloß einst gestandene große Scheune ist abgetragen.

### Schloss Berreuth
Zum Rittergut gehörte ein Schloss, welches bereits unter Kurfürst August von Sachsen Erwähnung findet, zwischen 1632 und 1636 lieferte Christian Schiebling der jüngere ein Porträts von Johann Georg I. Der Besitzer Johann Christoph Lippold ließ das Schloss im 18. Jh. neu erbauen, zu welchem ein hoher Glockenturm mit 2 Schlagglocken und Uhrwerk gehörte, es ähnelte dem Schloss Reinhardtsgrimma und wurde in der Literatur dem gleichen Baumeister zugesprochen. Das innere schmückten in 2 Zimmern und dem Saale Wand- und Deckenmalereien, 21 Kammern waren tapeziert, das Speisezimmer besaß eine hölzerne Wandverkleidung, im Salon und Herrenzimmer stand jeweils ein 1895 eingebauter Kachelofen, 30 Zimmer erhielten im Jahre 1904 die elektrische Beleuchtung der im selben Jahr durch den Einbau einer Dampheizungsanlage Heizkörper in 18 Kammern folgten. 1914 erfolgte am östlichen Giebel der Anbau eines Wintergarten. Am 27. August 1947 um Mitternacht brach ein Feuer aus, die zu jener Zeit im Schloss einquartierten Kinder eines Ferienlagers entkamen den Flammen, das Gebäude brannte bis auf wenige Mauern im Erdgeschoss nieder. Das heutige auf den Grundmauern kürzere erbaute Haus befindet sich in Privatbesitz. Die Schlossparkanlage war in früheren Zeiten ein Lustgarten, danach Reitbahn, Wiese und Wald, 1897 wurde der Schlosspark erneut angelegt, heute befinden sich von dem ca. 1,3 ha großen Areal ca. 2300 m² am ehemaligen Schloß in Privatbesitz.

### Berreuther Sämaschine
Der Wirtschaftsinspektor/Gutsverwalter Herr Carl Heinrich Nikolai erhielt vom Rittergutbesitzers Ernst Gottlob Wolf von Gersdorf im Jahre 1817 den Auftrag zum Bau einer verbesserten Fellenbergschen Sämaschine, die für das Gut selbst bestimmt war, aber wegen seiner hervorragenden Anwendbarkeit und Breitwürfigkeit, überregional an Bedeutung gewann und produziert wurde.

### Entwicklung der Einwohnerzahl
Entwicklung der Einwohnerzahl Berreuths:
| Jahr | Einwohner                       |
| ---- | ------------------------------- |
| 1551 | 8 besessene Männer, 28 Inwohner |
| 1764 | 2 Häusler                       |
| 1834 | 126                             |
| 1845 | 130                             |
| 1871 | 125                             |
| 1890 | 141                             |
| 1910 | 182                             |
| 1925 | 176                             |
| 1939 | 148                             |
| 1946 | 235                             |
| 1950 | 235                             |

| Jahr | Einwohner |
| ---- | --------- |
| 1964 | 244       |
| 2006 | 170       |
| 2007 | 167       |
| 2008 | 175       |
| 2009 | 172       |
| 2010 | 171       |
| 2011 | 170       |
| 2012 | 167       |
| 2013 | 167       |
| 2014 | 159       |
| 2015 | 157       |

| Jahr | Einwohner |
| ---- | --------- |
| 2020 | 146       |

### Ortsnamenformen
Der Name des Ortes Berreuth änderte sich geschichtlich wie folgt:
- 1420: zcu Beyerrute
- 1457: Beyerrewt
- 1497: Beyrewt
- 1501: Berewte
- 1540: Berreut
- 1548/64: Berreuth
- 1568: Bereith
- 1791: Beereuth, oder Barreuth, Berreuth